# Giro dell'Emilia 1987
Il Giro dell'Emilia 1987, settantesima edizione della corsa, si svolse il 4 ottobre 1987 su un percorso di 235 km. La vittoria fu appannaggio del francese Jean-François Bernard, che completò il percorso in 5h58'00", precedendo l'italiano Moreno Argentin e il cecoslovacco Jiří Škoda.

## Ordine d'arrivo (Top 10)
| Pos. | Corridore                | Squadra           | Tempo    |
| ---- | ------------------------ | ----------------- | -------- |
| 1    | Jean-François Bernard    | Toshiba           | 5h58'00" |
| 2    | Moreno Argentin          | Gewiss-Bianchi    | a 11"    |
| 3    | Jiří Škoda               | Ecoflam-Alfa Lum  | s.t.     |
| 4    | Gianni Bugno             | Atala-Ofmega      | a 13"    |
| 5    | Hubert Seiz              | Sup. Brianzoli    | s.t.     |
| 6    | Maurizio Fondriest       | Ecoflam-Alfa Lum  | s.t.     |
| 7    | Mauro Gianetti           | Paini-Sidi        | s.t.     |
| 8    | Walter Magnago           | Carrera Jeans     | s.t.     |
| 9    | Gianbattista Baronchelli | Del Tongo-Colnago | s.t.     |
| 10   | Fabrizio Vannucci        | Selca-Thermomec   | s.t.     |